# Poussée hypertensive
Pour un article plus général, voir Hypertension artérielle.
La poussée hypertensive correspond à une pression artérielle sévèrement élevée (hypertension artérielle sévère) sans souffrance viscérale immédiate. Cela correspond à une pression artérielle systolique (PAS) supérieure ou égale à 180 mmHg et/ou une pression artérielle diastolique (PAD) supérieure ou égale à 110 mmHg.  
La pression artérielle à ce niveau présente un risque élevé de complications. En cas de complications, c'est-à-dire de souffrance d'organes, il s'agit alors d'une hypertension artérielle maligne (HTA maligne).  

## Mesure de la pression artérielle (PA)
La mesure de la pression artérielle (PA) doit se faire dans de bonnes conditions :
- patient assis, ou couché depuis plusieurs minutes au calme,

- pratiquer au moins 2 mesures, à 1 ou 2 minutes d’intervalle, et répéter les mesures, si les 2 premières sont très différentes,

- brassard adapté à la corpulence du patient et positionné sur bras dévêtu,

- PA aux deux bras,

- PA 1 à 5 minutes après passage en orthostatisme (en particulier chez patients âgés, diabétiques)[1].

## Symptômes
Les personnes dont la pression artérielle est comprise dans cette plage (PAS égale ou supérieure à 180 mmHg et/ou PAD égale ou supérieure à 110 mm Hg) peuvent ne présenter aucun symptôme, mais sont plus susceptibles de déclarer des maux de tête (22% des cas) et de vertiges que la population en général. D'autres symptômes accompagnant une poussée hypertensive peuvent inclure une détérioration visuelle due à une rétinopathie, un essoufflement dû à une insuffisance cardiaque ou un sentiment général de malaise dû à une insuffisance rénale.  
On sait que la plupart des personnes ayant une poussée hypertensive ont une pression artérielle élevée, mais des déclencheurs supplémentaires peuvent avoir conduit à une augmentation soudaine. 

## Recherche et correction de facteurs déclenchants
Il faut rechercher et corriger les éventuels facteurs déclenchants tels que la douleur, la rétention aiguë d’urine, l'attaque de panique (les anxiolytiques ont une efficacité non démontrée en dehors d’un contexte où l’anxiété est facteur déclenchant évident). D'autres facteurs déclenchants sont l'arrêt ou le changement d’un traitement antihypertenseur, la prise de toxiques sympathomimétiques (cocaïne, LSD, amphétamines, gouttes nasales vasoconstricteurs) ou encore la prise d’un médicament qui limite l’efficacité du traitement antihypertenseur (AINS, pansements gastriques).

## Évolution
Une poussée hypertensive peut soit régresser soit évoluer vers une HTA maligne. Une urgence hypertensive ou HTA maligne ou encore crise aiguë hypertensive est diagnostiquée lorsqu'il est évident que des dommages directs causés à un ou plusieurs organes résultent d'une pression artérielle extrêmement élevée, PAS supérieure à 200 mmHg ou PAD supérieure à 120 mmHg. La présence de céphalées (modérées), epistaxis, sensations pseudovertigineuses ne sont pas des signes objectifs de souffrance viscérale. Ceci peut inclure une encéphalopathie hypertensive, causée par un gonflement et un dysfonctionnement du cerveau, et caractérisée par des maux de tête et un niveau de conscience altéré (confusion ou somnolence). L'œdème papillaire rétinien et / ou les saignements et exsudats de la trompe sont un autre signe d'atteinte des organes cibles. La douleur thoracique peut indiquer une lésion du muscle cardiaque (qui peut évoluer vers un infarctus du myocarde ) ou parfois une dissection aortique, une déchirure de la paroi interne de l'aorte. L'essoufflement, la toux et des expectorations tachées de sang sont des signes caractéristiques d'un œdème pulmonaire, le gonflement du tissu pulmonaire dû à une insuffisance ventriculaire gauche est l'incapacité du ventricule gauche du cœur à vider correctement le sang des poumons dans le système artériel. Une détérioration rapide de la fonction rénale (lésion rénale aiguë) et une anémie hémolytique microangiopathique (destruction des cellules sanguines) peuvent également survenir. Dans ces situations d'HTA maligne, une réduction rapide de la pression artérielle est prescrite pour mettre fin aux dommages aux organes en cours.       

## Prise en charge
La prise en charge de la poussée hypertensive débute par un électrocardiogramme (ECG) de principe. Il n'est pas indiqué d'instaurer immédiatement un traitement intraveineux (IV) ou per os (PO) mais il est nécessaire d'instaurer un repos puis un réévaluation à 15 et à 30 minutes.
- Si la PA est < 180/110 (stade 1 et 2) sans autres symptômes (c'est-à-dire avec un fond d'oeil (FO) normal) alors, un retour à domicile est possible associé à des mesures hygiénodiététiques et consultation cardiologique à prévoir pour explorations fonctionnelles de l’HTA.

- Si la PA est > 180/110 (stade 3) alors, faire un fond d'œil (FO) en urgence, si le FO retrouve une rétinopathie hypertensive alors il s'agit d'une HTA maligne à traiter en urgence. Si la PA est >180/110 mais < 210/120 sans anomalie au FO alors un retour à domicile est possible après contrôle tensionnel à 15 et à 30 min (si besoin nicardipine (LOXEN) 50 mg libération prolongée (LP) : 1 gélule), associé à des mesures hygiénodiététiques et une consultation cardiologique dans les 8 jours pour mise en route d’un traitement oral progressif optimisé et recherche d’une étiologie.

- Si la PA est > 210/120 (stade 4) sans autres symptômes (c'est-à-dire avec un fond d'oeil normal) alors, il s'agit d'une hypertension artérielle très sévère permanente nécessitant un traitement immédiat (LOXEN 50 mg LP : 1 gélule) avec réévaluation à 15 et à 30 minutes et une consultation cardiologique dans la journée[1].

En perfusion continue, la posologie varie, selon le tableau clinique, de 3 mg/heure à 15 mg/heure.
La probabilité de trouver une étiologie lors d’une HTA sévère permanente est plus importante que dans les HTA moins sévères.
Dans les cas d'hypertension artérielle, il est recommandé d'utiliser des médicaments par voie orale pour abaisser progressivement la pression artérielle pendant 24 à 48 heures. En effet, il n’existe aucune preuve que la pression artérielle doive être abaissée rapidement en cas de poussée hypertensive, lorsqu’il n’existe aucune preuve de lésion d’un organe cible.  